# Nothhelm (Sussex)

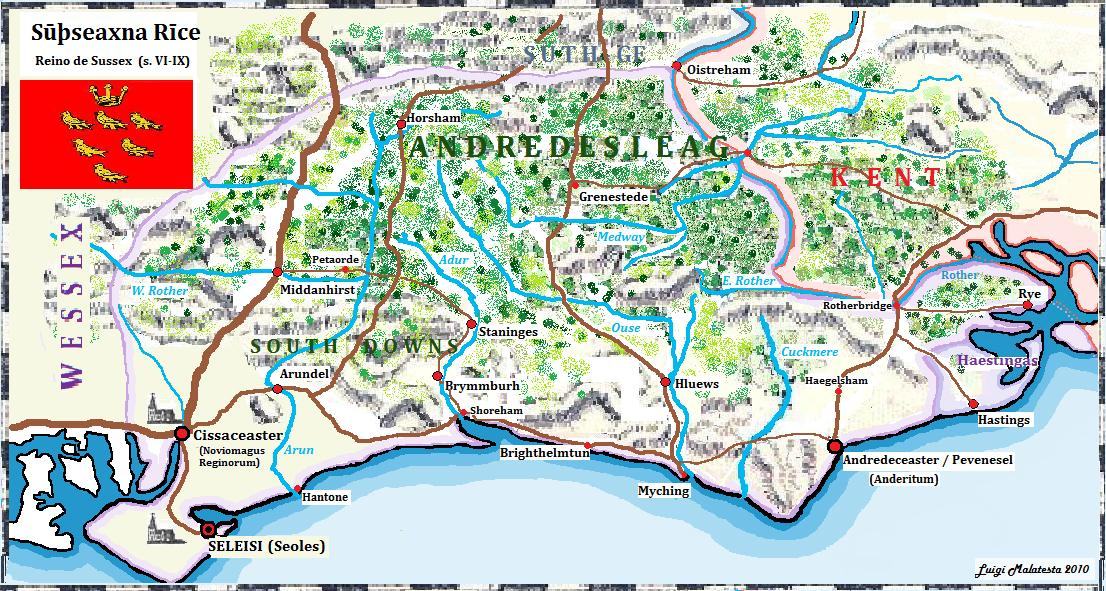
Sussex in angelsächsischer Zeit

Nothhelm (auch Nothelm, Nun, Nunna; † 717/724) war ein subregulus (Unterkönig) des  angelsächsischen Königreiches Sussex, der etwa in den Jahren 688/692 bis 717/724 regierte.

## Leben
Nothhelms Eltern sind unbekannt. Er war jedoch mit dem Königshaus von Wessex verwandt. Seine Schwester Nothgyth und sein Bruder Eolla sind urkundlich belegt.
Sussex war in den 680er Jahren unter die Oberherrschaft von Wessex geraten. König Ine von Wessex setzte Nothhelm und Watt um 688/692 als abhängige subreguli (Unterkönige) in Sussex ein. Vermutlich diente die Einsetzung mehrerer Unterkönige dazu, aufkommenden Selbständigkeitsbestrebungen des Landes entgegenzuwirken. Zunächst herrschte Nothhelm gemeinsam mit Watt, der nach 700 aus den Quellen verschwand. Im Jahr 710 griff König Ine mit Nothhelms Unterstützung den britannischen König Geraint von Dumnonia an. Nach 714 ist Æthelstan (fl. 714 oder 717/724) als Mitkönig in Sussex belegt, der vermutlich im östlichen Landesteil als Unterkönig herrschte.
Von Nothhelm sind mehrere Chartas als Abschriften erhalten geblieben. Im Jahr 692 übertrug er umfangreiche Ländereien aus seinem persönlichen Besitz an seine Schwester Nothgyth damit diese, zur „Erlösung seiner Seele“ dort ein Kloster gründen konnte. Diese und eine weitere Schenkung von 20 hidas an Bischof Eadberht von Selsey, mussten vom „Oberkönig“ Ine, dessen Vater Cenred, der als Unterkönig vermutlich in Dorset regierte und von Watt gegengezeichnet werden. Kleinere Landübertragungen konnte Nothhelm offenbar in Absprache mit seinen Mitkönigen Watt bzw. Æthelstan auch ohne die Zustimmung Ines vornehmen.
Nothhelm hatte um 720 den Wunsch geäußert im Kloster Selsey Abbey beigesetzt zu werden. Sein genaues Todesdatum ist unbekannt. In den Jahren 722 und 725 führte Ine Feldzüge gegen Sussex, wo der verbannte Ætheling (etwa „Prinz“) Ealdberht Aufnahme gefunden hatte. Nach 733 folgte Æthelberht als König von Sussex in der Herrschaft nach.